# قیاق
قیاق (نام علمی: Sorghum halepense) و نام انگلیسی : Johnsongrass نام یک گونه از سرده شیرتیغک است.
قیاق یا ذرت گل‌خوشه‌ای یک علف‌هرز چندساله، تک لپه‌ای از خانواده گندمیان با قدرت رقابت بسیار زیاد می‌باشد که توسط بذر و ریزوم تکثیر می‌یابد. ارتفاع این گیاه بین 2/5 تا  3 متر می‌رسد و در هر خوشه بذری صد‌ها بذر تولید می‌کندو همانطور که گفته شد تولید مثل این گیاه هم توسط بذر و هم توسط ریزوم صورت می‌گیرد و اکثر ریزوم‌های آن در ۲۰ سانتی‌متری بالای خاک قرار دارند، در نتیجه با ورود آن به مزرعه ریشه‌کنی آن بسیار دشوار می‌شود.شخم رایج یکی از بهترین روش‌های مدیریتی برای کنترل این علف‌هرز می‌باشد، زیرا باعث تخریب و از بین رفتن ریزوم‌های زیر زمینی شده و اگر در زمان مناسبی انجام شود می‌تواند از تشکیل بذر این علف‌هرز هم پیشگیری کند. قیاق اگر پس از وجین و از بین رفتن در مزرعه بماند نیز می‌تواند مشکل‌ساز باشد، زیرا طی تجزیه از خود یک ترکیب شیمیایی دگرآسیبی تولید می‌کند که از رشد سایر گیاهان جلوگیری می‌کند.
این گیاه بیشتر علف‌هرز مزارع آبی به شمار می‌آید.
می‌توان با علف‌کش دالاپون به نسبت ۵ تا ۸ کیلوگرم در هکتار یا رانداپ به نسبت ۱۰ لیتر در هکتار، به هنگام گلدهی در دفعات متوالی با این گیاه مبارزه کرد.